# Sansone (film 1908)
Sansone (Samson) è un cortometraggio muto del 1908 diretto da Albert Capellani, Henri Andréani e Ferdinand Zecca.

## Produzione
Il film fu prodotto dalla Pathé Frères.

## Distribuzione
Distribuito dalla Pathé Frères, il film uscì nelle sale cinematografiche francesi l'8 maggio 1908.

## Censura
Per la versione da distribuire in Italia, la censura italiana eliminò la scena dello strappamento degli occhi "perché raccapricciante".